# Ръждив пояс
Ръждивият пояс е разговорен термин за региона на САЩ, съставен основно от места в Средния Запад и Големите езера, макар терминът да може да се отнесе за всяко място, където промишлеността е западнала след 1980 г. Ръждата се отнася за деиндустриализацията или икономическия упадък, загубата на население и урбанистичния упадък, вследствие смаляване на някога могъщия промишлен сектор. Терминът добива популярност в САЩ през 1980-те години.
Ръждивият пояс започва в западните части на щата Ню Йорк и преминава на запад през Пенсилвания, Западна Вирджиния, Охайо, Индиана и южните части на Мичиган, завършвайки в севера на Илинойс, източните части на Айова и югозападните части на Уисконсин. Регионът на Нова Англия също понася тежък удар след промишления упадък през същия период. В миналото регионът е познат като промишленото сърце на Америка, но след средата на 20 век, поради редица икономически фактори, като например преместването на производството все повече към Запада, повишената автоматизация и упадъка на стоманената и въглищната промишлености на САЩ. Докато някои градове успяват да се пригодят като изместват фокуса си към сектора на услугите и високотехнологичната индустрия, други не успяват да се справят толкова добре и наблюдават повишена бедност и намаляващо население.

## Контекст
През 20 век местните икономики на тези щати се специализират в едромащабното производство на готови средни и тежки промишлени и консуматорски продукти, както и в транспортиране и преработване на суровини, нужни за тежката промишленост. Регионът по това време се нарича Производствения пояс, Заводския пояс или Стоманения пояс в контраст със селскостопанските щати от Средния Запад, образуващи така наречения Царевичен пояс, и Големите равнини, които често се наричат „хлебната кошница на Америка“.
Процъфтяването на промишленото производство в региона се дължи отчасти на близостта му до водните пътища на Големите езера и изобилието на асфалтирани пътища, водни канали и железопътни линии. След като транспортната инфраструктура свързва желязната руда, добивана в Минесота, Уисконсин и горната част на Мичиган, с въглищата, добивани в Апалачите, се създава Стоманения пояс. Скоро след това той прераства в Заводски пояс, в който най-големите производствени градове са: Чикаго, Бъфало, Детройт, Милуоки, Синсинати, Толедо, Кливланд, Сейнт Луис и Питсбърг. В течение на десетки години този регион служи като магнит за имигранти от Австрия, Унгария, Полша и Русия, които предоставят на производствените мощности евтина работна ръка.
След няколко бума от края на 19 век до средата на 20 век, градовете в този регион започват да се затрудняват с адаптирането към различни неблагоприятни икономически и обществени обстоятелства. От 1979 до 1982 г. американският федерален резерв решава да повиши базовия лихвен процент в САЩ до 19%. Големите лихви привличат чуждестранни пари в американските банки и повишават цената на долара. Това прави американските продукти по-скъпи за чужденците, като в същото време прави вносните стоки значително по-евтини за американците. Тази несъобразена разлика не бива оправена чак до 1986 г., по което време японският внос вече е преуспял на американския пазар. От 1987 до 1999 г. американската фондова борса преминава в стратосферно покачване, като това продължава да привлича чуждестранни пари в американските банки, което уврежда обменния курс за произведените стоки. Други свързани проблеми са упадъка на желязната и стоманена промишленост, прехвърлянето на производството към Юга със своята по-евтина работа ръка, съкращенията поради повишаването на автоматизацията в промишлените процеси, намалената нужда от работна ръка за производство на стоманени продукти, нови организационни методи като производство точно в срок, което позволява на заводите да поддържат производството си с по-малко работници, интернационализацията на американските компании и либерализацията на политиките за чуждестранна търговия, вследствие на глобализацията. Градовете, борещи се с тези условия, споделят няколко затруднения, включително намаляващо население, липса на образование, намаляващи приходи от данъци, висока безработица и престъпност, увеличаване на социалните дългове, дефицит на покупките и лош общински кредитен рейтинг.

## География
Докато хората мигрират, те често измислят нови имена на своите дестинации. Тъй като терминът „Ръждив пояс“ се отнася за набор от икономически и социални условия и не толкова за географски регион в САЩ, той няма точно определени граници. Степента, до която дадена общност може да се определи като град от Ръждивия пояс, зависи поне от това колко голяма роля е играла производствената промишленост в местната му икономика в миналото и каква роля играе в днешно време.
Медиите понякога говорят за смесица от покойни центрове на тежката промишленост и производство сред Големите езера и щатите от Средния Запад като за снежен пояс, производствен пояс или заводски пояс, поради техните жизнени промишлени икономики в миналото. Това включва повечето от градовете в Средния Запад до река Мисисипи и много от тези сред Големите езера и северните части на щата Ню Йорк. В центъра на този простор лежи област, простираща се от северната част на Индиана и южната част на Мичиган до западната част на Ню Йорк на изток, където местните доходи от данъци към 2004 г. разчитат повече на производството, отколкото на кой да е друг сектор.
Преди Втората световна война градовете в Ръждивия пояс са сред най-големите в САЩ. Обаче, към края на 20 век тяхното население спада най-много.

## История
Свързването на Северозападната територия с някога бързо индустриализиращото се Източно крайбрежие се осъществява чрез няколко едромащабни инфраструктурни проекта, най-вече завършването на канала Ери през 1825 г., построяването на железница между Балтимор и Охайо през 1830 г. и консолидирането на централната железница на щата Ню Йорк след Гражданската война. Така се отварят вратите между различни процъфтяващи промишлености във вътрешността на Северна Америка и пазарите не само на големите източни градове, но и също на Западна Европа.
Въглища, желязо и други суровини се доставят от околните региони, които се развиват като големи пристанища на Големите езера и служат за транспортни възли за региона в близост до железопътните линии. Започва приток на милиони европейски имигранти, които населяват градовете по бреговете на Големите езера с безпрецедентна скорост. Така например, Чикаго е селски търговски център през 1840-те години, но нараства до размерите на Париж до Световното изложение през 1893 г.
Ранни знаци на трудностите в северните щати се проявяват още в ранните години на 20 век, още преди годините на бума да са привършили. Лоуъл в Масачузетс, някога център на текстилно производство, е описан от списание Harper's като „депресирана промишлена пустиня“ през 1931 г., тъй като текстилните концерни са откъснати и изпратени на юг, главно в Каролините. След Голямата депресия влизането на САЩ във Втората световна война води до бърз икономически растеж, през който голяма част от промишления Север достига върха на населението си и промишлената си продукция.
Северните градове претърпяват промени, които следват края на войната с настъпването на външната миграция на жителите към по-нови общества в предградията и намаляващата роля на производството в американската икономика.
Изнасянето на производствени работни места при търгуемите стоки е важен проблем в региона. Една причина за това е глобализацията и разширяването на световните договори за свободна търговия. Анти-глобализационни групи твърдят, че търговията с развиващите се страни води до твърда конкуренция от държави като Китай, който е закачил валутата си за долара и има много по-ниски заплати, което кара американските заплати също да спадат. Някои икономисти са загрижени, че дълготрайните ефекти на високия търговски дефицит и аутсорсинга са причина за икономическите проблеми в САЩ, с висок външен дълг и сериозно влошаване на американската международно инвестиционна позиция (-24% от БВП).
След 1960-те години разрастването на световните споразумения за свободна търговия са все по-неблагоприятни за американските работници. Стоки като стоманата струват много по-малко, ако се произвеждат в страни от Третия свят с евтина работна ръка. С икономическия спад от 1970 – 1971 г. изниква нод модел на деиндустриализираща се икономика. Конкурентната девалвация в комбинация с всеки последващ спад води до съкращения на американските производствени работници. Общо, в Заводския пояс заетостта в производствения сектор намалява с 32,9% между 1969 и 1996 г.
Доходоносните работи в първичния и вторичния сектор, като например тези в производството и компютърното програмиране, често биват заменяни от много по-ниско заплащани консуматорски работи като тези в сферата на продажбите и управлението в сектора на услугите, когато икономиката се възстановява.
Постепенно увеличаване на американския търговски дефицит спрямо Китай започва през 1985 г. През следващите години САЩ развива огромен търговски дефицит с източноазиатските страни Китай, Япония, Тайван и Южна Корея. В резултат на това, традиционните производствени работници в региона претърпяват икономически катаклизъм. Този ефект опустошава правителствения бюджет сред щатите и увеличава корпоративните заеми за финансиране на пенсии. Според някои икономисти, БВП и заетостта могат да се повлекат надолу от големи и продължителни търговски дефицити.

### Последици
Франсис Фукуяма счита социалните и културните последици на деиндустриализацията и упадъка на производството, които превръщат бившия преуспяващ Заводски пояс в Ръждив пояс, за част от по-голям преходен тренд, който нарича Голямото разпадане: „Хората свързват информационната епоха с възхода на интернет през 1990-те години, но промяната на промишлената епоха е започнала повече от поколение по-рано, с деиндустриализацията на Ръждивия пояс в САЩ и подобни движения далеч от производството в други индустриализирани страни. … Упадъкът е измерим чрез статистики относно престъпността, децата без бащи, разрушеното доверие, намалените възможности за и резултатите от образованието и т.н.“.
Проблемите, свързани с Ръждивия пояс, продължават и до днес, особено из източните щати на Големите езера и много някога процъфтяващи производствени метрополиси драстично намаляват развитието си. От 1970 до 2006 г. Кливланд, Детройт, Бъфало и Питсбърг губят около 45% от населението си, а средните доходи на домакинствата спадат: в Кливланд и Детройт с около 30%, в Бъфало с 20% и в Питсбърг с 10%.
Изглежда, че в средата на 1990-те години няколко метрополни района в Ръждивия пояс отрицателният прираст е преустановен, уви след началото на 21 век отрицателният тренд продължава: Детройт е изгубил 25,7% от населението си, Гери – 22%, Йънгстаун – 18,9%, Флинт – 18,7%, а Кливланд – 14,5%.
Към края на първото десетилетие от 21 век американското производство се възстановява по-бързо от Световната рецесия през 2008 г., отколкото от другите сектори на икономиката и редица публични и частни инициативи поощряват развиването на алтернативните горива и други технологии. Заедно със съседно Онтарио, Ръждивият пояс все още представлява един от най-големите производствени региони в света.
След 1980-те години кандидатите за президентския пост на САЩ отделят доста от времето си за икономическите проблеми в региона на Ръждивия пояс, който съдържа гъсто населените колебливи щати Пенсилвания, Охайо и Мичиган. Тези щати се оказват критични и решителни за победата на Доналд Тръмп по време на президентските избори през 2016 г.
Предложени са различни стратегии за обръщане на съдбата на бившия Заводски пояс, включително създаване на казина, задържане на т. нар. „креативна класа“ чрез изкуство и обновяване на централните градски части, поощряване на предприемачество чрез „знание“ и други. Някои анализатори твърдят, че завръщането на промишлеността може да е действителният път на бъдещото съживяване на региона. Това включва създаване на нова промишлена база с опитна работна ръка, обновяване на инфраструктурата, създаване на партньорства между университети, развиващи развойна дейност, и компании, както и тясно коопериране между централното, щатското и местното управление и бизнес.
Нови видове нетрадиционно производство се появяват в Ръждивия пояс: биотехнологии, полимерна промишленост, информационни технологии и нанотехнологии. Информационните технологии в частност образуват обещаваща сфера за съживяване на Ръждивия пояс.

## Международни еквиваленти
Следните региони, области и градове имат някои сходства с Ръждивия пояс на САЩ:
- Северна Англия
- Южно Онтарио, Канада
- Рур, Германия
- Бергслаген, Швеция
- Нор-Па дьо Кале, Франция
- Североизточен Китай
- Донбас, Украйна